# Glorioso Día
Glorioso Día es el primer álbum de estudio y el primero en español de la banda de música cristiana Passion. Glorioso Día es una colección de 10 canciones populares, entre ellas, «Buen padre», «Pronto vendrás» y «Diez mil razones».
SixSteps lanzó el álbum el 1 de septiembre del 2017. Entre sus sencillos se encuentran «Glorioso Día» y «Cuán Grande es Tu Amor», este último es «un canto de adoración que resalta la obra de salvación hecha por Jesús».
Este álbum fue estrenado en la Arena Ciudad de México. Recibió una nominación a Mejor álbum de grupo o dúo en los Premios Arpa de 2018. Glorioso Día entró a varias listas especializadas de Billboard.

## Recepción de la crítica
Joshua Andre especificando en una reseña de cuatro estrellas y media para 365 Days of Inspiring Media, responde: el grupo presentó Glorioso Día, una colección de 10 canciones en español de algunas de sus canciones conocidas a lo largo de los años.

## Lista de canciones
| No.             | Título                                         | Escritor(es)                                                          | Duración |
| --------------- | ---------------------------------------------- | --------------------------------------------------------------------- | -------- |
| 1.              | "Glorioso Día (feat. Kristian Stanfill)"       | Sean Curran / Jason Ingram / Jonathan Smith / Kristian Stanfill       | 4:20     |
| 2.              | "Buen Padre (feat. Pat Barrett)"               | Pat Barrett / Tony Brown                                              | 4:20     |
| 3.              | "Diez Mil Razones (feat. Kristian Stanfill)"   | Jonas Myrin / Matt Redman                                             | 4:17     |
| 4.              | "Eres Digno De Adorar (feat. Sean Curran)"     | Brenton Brown / Sean Curran / Brett Younker                           | 5:08     |
| 5.              | "Corazón Rendido (feat. Kristian Stanfill)"    | Sean Curran / Kristian Stanfill                                       | 7:14     |
| 6.              | "Pronto Vendrás (feat. Kristian Stanfill)"     | Jess Cates / Jason Ingram / Chris Tomlin                              | 4:12     |
| 7.              | "Muestra Tu Gloria (feat. Melodie Malone)"     | Mia Fieldes / Melodie Malone / Maurice Williams / Brett Younker       | 5:26     |
| 8.              | "Cuán Grande Es Tu Amor (feat. Jeff Johnson)"  | Kristian Stanfill / Phil Wickham / Brett Younker                      | 6:03     |
| 9.              | "Construir Mi Vida (feat. Brett Younker)"      | Pat Barrett / Kirby Kaple / Karl Martin / Matt Redman / Brett Younker | 6:34     |
| 10.             | "Mi Corazón Es Tuyo (feat. Kristian Stanfill)" | Daniel Carson / Jason Ingram / Kristian Stanfill / Brett Younker      | 4:25     |
| Duración total: | Duración total:                                | Duración total:                                                       | 51:59    |

## Personal
Adaptado de AllMusic.
- Passion – Artista primario
- Pat Barrett – Compositor, artista destacado
- Sean Curran – Compositor, artista destacado
- Melodie Malone – Compositor, artista destacado
- Kristian Stanfill – Compositor, artista destacado
- Brett Younker – Compositor, artista destacado
- Jeff Johnson – artista destacado
- Brenton Brown – compositor
- Tony Brown – compositor
- Daniel Carson – compositor
- Jess Cates – compositor
- Mia Fieldes – compositor
- Jason Ingram – compositor
- Kirby Kaple – compositor
- Karl Martin – compositor
- Jonas Myrin – compositor
- Matt Redman – compositor
- Jonathan Smith – compositor
- Chris Tomlin – compositor
- Phil Wickham – compositor
- Maurice Williams – compositor

## Posicionamiento
| Listas (2017)                | Posición |
| ---------------------------- | -------- |
| Latin Pop Albums (Billboard) | 12       |
| Billboard 200                | 4        |
| Artist 100                   | 37       |

## Premios y nominaciones

### Premios Arpa
| Año  | Trabajo nominado | Categoría                  | Resultado |
| ---- | ---------------- | -------------------------- | --------- |
| 2018 | Glorioso Día     | Mejor álbum de grupo o dúo | Nominado  |

- Datos: Q104855365

1. ↑  Grupo Passion lanza su primer disco en español Diario El Universo. Consultado el 12 de marzo de 2021.
2. ↑  Dave Gómez (6 de octubre de 2017). Passion Presenta “Cuán Grande es Tu Amor”, Segundo Sencillo desde «Glorioso Día» Sitio web Zona Vertical. Consultado el 12 de marzo de 2021.
3. ↑  Passion presenta su primer álbum en español, «Glorioso día» Emisora en Internet Stereo Inagotable. Consultado el 12 de marzo de 2021.
4. ↑  XIV EDICIÓN PREMIOS ARPA Sitio web oficial de Premios Arpa. Consultado el 12 de marzo de 2021.
5. 1 2  «Passion». Billboard. Consultado el 28 de febrero de 2021.
6. 1 2  «Passion». Billboard 200. Consultado el 12 de marzo de 2021.
7. 1 2  «Passion». Artist 100 Billboard. Consultado el 12 de marzo de 2021.
8. ↑  Andre, Joshua (3 de septiembre de 2017). «PASSION – GLORIOSO DIA». 365 Days of Inspiring Media. Consultado el 6 de septiembre de 2020.
9. ↑  Joshua Andre (3 de septiembre de 2017). «PASSION – GLORIOSO DIA». 365 Days of Inspiring Media. Consultado el 6 de septiembre de 2020.
10. ↑  «Glorioso Día - Passion | Credits». Allmusic. Consultado el 6 de septiembre de 2020.